# Amplectobelua
Amplectobelua foi um gênero extinto de Amplectobeluidae, que viveu durante o Cambriano Inferior (525 a 508 milhões de anos atrás). O gênero é representado por uma espécie em cada grande depósito do Cambriano (Folhelho Burgess e Chengjiang).
Em comparação com outros Radiodontes, Amplectobelua era mais compacto. Teve grandes olhos, situados nos flancos da boca, e nove lóbulos estendidos em ambos os lados de seu corpo segmentado. Teve dois apêndices como garras na frente de sua boca. Seus espinhos das apêndices não eram ramificados. Estas últimas foram provavelmente utilizadas para capturar presas e levá-las a boca, situada na parte inferior de sua face. Crê-se que eram carnívoros. A espécie. É o Gênero-Tipo de Amplectobeluidae